# Schumacher College
Schumacher College – uczelnia brytyjska w Dartington koło Totnes w hrabstwie Devon, założona w 1991 przez Satisha Kumara, Johna Lane'a i innych. Nosi imię ekonomisty i ogrodnika E. F. Schumachera. Jest międzynarodowym centrum studiów ekologicznych, kształcącym w dziedzinie zrównoważonego rozwoju, i prowadzi holistyczne kursy edukacyjne. Jest częścią Dartington Hall Trust.
Wśród wykładowców znajdują się m.in. twórca ruchu Transition Towns Rob Hopkins, Fritjof Capra, Brian Goodwin, James Lovelock, Vandana Shiva, i wielu innych.
We współpracy z University of Plymouth Schumacher College oferuje stopień Master of Science w Holistic Science (Nauka Holistyczna), Master of Arts w Economics for Transition (Ekonomia dla Przemian) oraz MSc w Sustainable Horticulture and Food Production (Zrównoważone Ogrodnictwo i Produkcja Żywności), a także roczny program jedno-, dwu- i trzytygodniowych kursów. Od 2013/2014 planowany jest czwarty kierunek studiów wyższych, Ecological Design (Projektowanie Ekologiczne) oraz kurs zawodowy zrównoważonego ogrodnictwa Dartington Certificate in Sustainable Horticulture.
Szkoła oferuje studentom posiłki wegetariańskie. Powstała na tej podstawie książka Gaia's Kitchen: Vegetarian Recipes for Family and Community from Schumacher College autorstwa Julii Ponsonby, wieloletniej szefowej kuchni college'u, z zawodu antropologa i filozofa, otrzymała nagrodę Gourmand World Cookbook Award za najlepszą wegetariańską książkę kucharską roku 2001.